# Cromosoma Philadelphia

Rappresentazione schematica della formazione del Cromosoma Philadelphia

Il cromosoma Philadelphia umano, così chiamato perché scoperto appunto a Filadelfia (USA), è il cromosoma 22 modificato per l'inserzione di un frammento terminale proveniente dal  cromosoma 9. A seguito di una traslocazione, il gene Abelson (ABL - abl) passa dal cromosoma 9 alla regione di raggruppamento dei punti di rottura (Breakpoint Cluster Region, BCR, in inglese) del cromosoma 22, con formazione di un gene chimera Bcr-Abl. Il cromosoma mutato si troverà in tutte le linee cellulari (eritroblasti, promielociti, megacarioblasti, mieloblasti) e pertanto può determinare alterazioni proliferative.
Mentre il gene ABL si rompe pressoché sempre nello stesso punto, il gene BCR può rompersi in diverse posizioni.
BCR è costituito da 23 esoni: se la rottura avviene tra il primo e il secondo esone, la proteina prodotta è chiamata p190 ed è coinvolta nella leucemia linfoblastica acuta; la rottura può invece coinvolgere un punto situato nella regione tra gli esoni dal dodicesimo al sedicesimo, così da produrre la proteina p210, coinvolta nella leucemia mieloide cronica classica; infine, se la rottura avviene tra il l'esone 19 e 20 la proteina di fusione è la p230 coinvolta nella leucemia mieloide cronica variante neutrofilica, caratterizzata da una sopravvivenza maggiore (12-14 anni).
Negli anni novanta tale chinasi iperattiva è diventata bersaglio di nuove molecole: l'imatinib, dasatinib e nilotinib che permettono ora una prognosi sostanzialmente benevola, a condizione di assumere regolarmente la molecola stessa.